# École nationale supérieure des postes et télécommunications
L'École nationale supérieure des postes et télécommunications (ENSPTT) est un ancien établissement d'enseignement supérieur français, créé en 1888.
Elle forme les cadres administratifs supérieurs (administrateurs des PTT) de l'administration des Postes, télégraphes et téléphones à partir de 1946, puis de La Poste et de France Télécom jusqu'à sa fermeture en 2001.
L'école est située à Paris, au 103 rue de Grenelle, Paris VIIe jusqu'en 1938, puis au 46 rue Barrault, Paris XIIIe jusqu'en 1988 et enfin aux 37-39 rue Dareau, Paris XIVe jusqu'en 2001.

## Histoire
L'École professionnelle supérieure des postes et télégraphes est créée par un décret du 29 mars 1888. Elle est dotée du monopole du recrutement du personnel supérieur de ces deux domaines. Conçue sur le modèle de l'École supérieure de guerre, elle décerne aux élèves, jusqu'à sa fermeture, le titre de « breveté ». 
En 1938, elle change de dénomination et devient l'École nationale supérieure des postes télégraphes et téléphones. Avec la création d'une direction des services d'enseignement de l'administration en 1942, elle est séparée en deux entités : l'École nationale des télécommunications, qui deviendra l'École nationale supérieure des télécommunications (ENST), et l'École nationale supérieure des PTT.
À la Libération, le décret 46-916 du 4 mai 1946 crée l'administration centrale et le corps des administrateurs des PTT, structuré d'une manière similaire au corps des administrateurs civils. Les administrateurs des PTT suivront également tout ou partie de la scolarité de l'École nationale d'administration (au moins) jusqu'en 1992 (avec la promotion Condorcet 1990-1992).
Dans les années 1970, corrélativement à une augmentation des effectifs des promotions, les modalités d'accès à l'école sont réformées : d'abord, par l'ouverture d'un recrutement externe d'abord sur titre (1975), puis par concours externe à partir de 1979. Parallèlement, s'instaure en interne un cycle préparatoire similaire à celui de l'ENA ; la durée en est fixée à deux ans pour les non titulaires d'un diplôme de niveau bac + 3 (1977), et à un an pour les titulaires d'un diplôme égal au moins à la licence.
La fermeture de l'ENSPTT en 2001 est liée à l'extinction du corps des administrateurs des PTT, conséquence du décret n° 2002-611 du 26 avril 2002. La sociologue Marie Rebeyrolle, employée à l’ENSPTT durant les six dernières années de son existence, a livré un témoignage sur cette période dans un ouvrage paru en 2006.

## Anciens élèves notables
- Augustin Alphonse Marty (promotion 1889), inspecteur général, payeur général de la Poste aux armées et créateur des secteurs postaux militaires

- Jean Colin (promotion 1947), maire de Longjumeau (1965-1981), sénateur UDF de l'Essonne.

- André Darrigrand (promotion 1962), président de La Poste de 1993 à 1996.

- Fernand Vieilledent (promotion 1972), directeur général de La Poste de 1991 à 1993.

- Claude Bourmaud (promotion 1975), directeur général de La Poste de 1993 à 1996, puis président de La Poste de 1996 à 2000.

- Claude Viet (promotion 1976), directeur général de La Poste de 1996 à 1997.

- Pierre Musso (promotion 1978), professeur en Sciences de l'information et de la communication à Télécom ParisTech, ainsi qu'à l'université de Rennes II .

- Martin Vial (promotion 1979), directeur général de La Poste de 1997 à 2000, puis président de La Poste de 2000 à 2002.

- Georges Lefebvre (promotion 1981) directeur général de La Poste depuis 2002.

- Joël Giraud (promotion 1986), maire de L'Argentière-la-Bessée de 1989 à 2017 et député PRG de la deuxième circonscription des Hautes-Alpes de 2002 à 2024. Dans le Gouvernement Jean Castex, il est secrétaire d'État chargé de la Ruralité du 26 juillet 2020 au 5 mars 2022, puis ministre de la Cohésion des territoires et des Relations avec les collectivités territoriales jusqu'au 16 mai 2022.

- Denis Phan (promotion 1988) économiste, spécialiste de la méthodologie des modèles basés sur des agents (en) et de la simulation de systèmes complexes en sciences économiques et sociales.

- Francine Bavay (promotion 1990), conseillère régionale de la région Île-de-France en 1998 et 2004 sur la liste de rassemblement de la Gauche et des Verts, vice-présidente chargée de la santé et de l’action sociale.